# Aino Elenius
Aino Sylvia Elenius, född 29 juli 1905 i Laihela, död 20 juli 1997, var en finländsk operasångerska (Alt).
Elenius var dotter till Karl Elenius och Maria Wallenius. Hon studerade vid Helsingfors musikinstitut och gjorde studieresor till Italien 1928–1929, 1935–1937 och 1942 samt till Tyskland och Österrike 1931. Åren 1930–1948 var Elenius aktiv som sångerska vid Finlands nationalopera. 1948 tilldelades hon Pro Finlandia-medaljen.
Elenius var gift med affärsmannen Mirko Urbano.